# Thamnobates subfalcata
Thamnobates subfalcata är en insektsart som beskrevs av Henri Saussure och Francois Jules Pictet de la Rive 1898. Thamnobates subfalcata ingår i släktet Thamnobates och familjen vårtbitare. Inga underarter finns listade i Catalogue of Life.